# آزادی بیان (نقاشی)
آزادی بیان اولین نقاشی از مجموعه نقاشی‌های آزادی‌های چهارگانه نورمن راکول است که از سخنرانی وضعیت کشور رئیس‌جمهور ایالات متحده آمریکا، فرانکلین روزولت مشهور به آزادی‌های چهارگانه که در ۶ ژانویه ۱۹۴۱ ایراد شده، الهام گرفته است.
نقاشی آزادی بیان در شماره ۲۰ فوریه ۱۹۴۳ مجله ستردی ایونینگ پست و به همراه جستاری از بوث تارکینگتن و بخشی از مجموعه آزادی‌های چهارگانه منتشر شد. راکول معتقد بود این نقاشی و نقاشی آزادی پرستش، موفق‌ترین بخش‌های مجموعه‌اش هستند. از آن‌جایی که راکول دوست داشت زندگی را همان‌طور که تجربه کرده یا تصور می‌کرد ترسیم کند، شگفت‌آور نیست که این نقاشی رخدادی واقعی را نشان می‌دهد.

## پیشینه
نقاشی آزادی بیان اولین نقاشی از چهار نقاشی رنگ روغن با عنوان آزادی‌های چهارگانه اثر نورمن راکول است. راکول در این نقاشی‌ها از سخنرانی سی‌ودومین رئیس‌جمهور آمریکا فرانکلین روزولت با عنوان وضعیت کشور آمریکا که در ۶ ژانویه ۱۹۴۱ در برابر کنگره هفتادوهفتم آمریکا ایراد شده، الهام گرفته است. در این سخنرانی روزولت دربارهٔ چهار نوع از آزادی صحبت کرده بود. از میان این چهار آزادی، تنها به دو آزادی بیان و مذهب در قانون اساسی ایالات متحده آمریکا اشاره شده است. بعدتر موضوع این چهار نقاشی به منشور آتلانتیک راه‌یافت و مبدل به بخشی از منشور سازمان ملل متحد شد. این مجموعه نقاشی‌ها به همراه جستارهایی از نویسندگان برجسته طی چهار هفته متوالی در ستردی ایونینگ پست منتشر شد: آزادی بیان (۲۰ فوریه)، آزادی پرستش (۲۷ فوریه)، آزادی از فقر (۶ مارس) و آزادی از ترس (۱۳ مارس). پس از آن نقاشی‌های این مجموعه به سرعت به صورت پوستر منتشر شده و به ابزاری برای فروش اوراق قرضه جنگ از سوی دولت آمریکا تبدیل شدند.

## توصیف
«اولین آزادی، آزادی بیان و عقیده است، در همه‌جای جهان.»

—فرانکلین دلانو روزولت، سخنرانی ۶ ژانویه ۱۹۴۱ وضعیت کشور آمریکا و معرفی موضوع آزادی‌های چهارگانه.
نقاشی آزادی بیان صحنه‌ای را در یک جلسه شهری نشان می‌دهد که در آن، جیم ادگرتون تنها مخالف برنامه‌های اعلام‌شده توسط هیئت برگزیدگان برای ساخت مدرسه‌ای جدید است و براساس پروتکل حق ابراز عقیده دارد. مدرسه قبلی در آتش‌سوزی از بین رفته بود. هنگامی که راکول این صحنه را برای نشان دادن آزادی بیان در ذهن آورد، تصمیم گرفت همسایگانش در ورمانت را به عنوان مدل مجموعه آزادی‌های چهارگانه به‌کار بگیرد. سخنران (که یک کارگر یقه‌آبی است) پیراهنی چهارخانه و کاپشنی از جنس جیر پوشیده است. او دست‌هایی کثیف و چهره تیره‌تری از دیگر شرکت‌کنندگان دارد. باقی شرکت‌کنندگان پیراهن‌های سفید و کت پوشیده و کراوات بسته‌اند. گرچه یکی از مردان حاضر حلقه در دست دارد، شخصی که در حال صحبت کردن است، حلقه ندارد. دست‌های جوان و کارگری ادگرتون با آستین‌های کاپشن مندرس و لک‌دارش پوشیده شده‌اند در حالی که باقی شرکت‌کنندگان مسن‌تر هستند و مرتب و رسمی لباس پوشیده‌اند. ادگرتون «ایستاده و با دهانی باز به نمایش درآمده، چشم‌های درخشانش خیره‌اند و او آنچه فکر می‌کند را آزادانه و بدون ترس بیان می‌کند.» او به شکلی به تصویر کشیده شده که مانند آبراهام لینکلن به نظر می‌رسد. به گفته بروس کول از وال‌استریت ژورنال نزدیک‌ترین شخص در نقاشی کاغذی در دست دارد با عنوان «جلسه بررسی گزارش سالانه شهر.» به گفته جان آپدایک این نقاشی بدون آثار بارز قلم‌مو کشیده شده است. به گفته رابرت شولز، این نقاشی توجه مخاطبان حاضر در جلسه را به کسی که به تنهایی در حال سخن گفتن است، به شکلی تحسین‌آمیز نشان می‌دهد.

## خلق اثر

راکول چندین نسخه از این اثر را از چشم‌اندازهای متفاوت خلق کرد، از جمله این نقاشی را.

شکل نهایی اثر راکول بعد از چهار بار تغییر و دو ماه زمان، آماده شد. به گفته شولز سوژه نقاشی راکول به شخصیت گری کوپر یا جیمز استوارت در یکی از فیلم‌های فرانک کاپرا شباهت دارد. در تمام نسخه‌های این نقاشی مرد کارگر لباس‌های معمولی به تن دارد و در یک جلسه شهری، ایستاده سخن می‌گوید، گرچه هر نسخه از زاویه متفاوتی این صحنه را به تصویر درآورده است. نسخه‌های اولیه این نقاشی به این خاطر کنار گذاشته شدند که سوژه‌های متعددشان حواس را پرت می‌کرد و جای سوژه اصلی و ژرفانمایی اثر برای انتقال پیام اصلی، نامناسب بود. یکی از همسایگان راکول در آرلینگتون ورمانت با نام کارل هِس، مدل کارگر جوان و خجالتی این اثر شد و یکی دیگر از همسایگان او با نام جیم مارتین که در تمام نقاشی‌های این مجموعه هست نیز در صحنه حضور دارد. دستیار راکول، جین پلهام، کارل هس را که صاحب پمپ‌بنزین شهر بود و فرزندانش با فرزندان راکول به یک مدرسه می‌رفتند پیشنهاد داد. به گفته پلهام، هس «سر باشکوهی داشت.» دیگرانی که در نقاشی هستند عبارتند از پدر هس، هنری (کسی که گوش چپش پیداست)، جیم مارتین (گوشه پایین و راست)، هری براون (کسی که سر و چشمش بالا و راست نقاشی پیداست)، رابرت بندیکت و رز هویت در چپ. چشم‌های خود راکول نیز در لبه چپ اثر دیده‌می‌شود. هس در آن زمان همسر داشت و پدرش هنری هس، مهاجری آلمانی بود. پلهام صاحب کاپشن جیر بود. هس هشت بار برای این اثر مدل شد و دیگران نیز به تنهایی مدل دیگر آثار این مجموعه شدند.
طرح اولیه هس را در حالی نشان می‌دهد که دیگران اطرافش را گرفته‌اند. هس فکر می‌کرد در این طرح نگاه طبیعی‌تری دارد. راکول اشاره می‌کند «او فکر می‌کرد زاویه از بالا دراماتیک‌تر است.» راکول برای ییتس از مجله پست توضیح داده که مجبور بوده آزادی بیان را پس از تلاش‌های اولیه، از نو طراحی کند چراکه بیش از حد رویش کار کرده بود. او دو بار تقریباً کار را تمام کرده بود اما فکر می‌کرد نقاشی چیزی کم دارد. بالاخره او موفق شد نسخه نهایی را با مورد توجه قرار دادن جوان در حال صحبت بیش از دیگران، آماده کند. سردبیر مجله پست بن هیبس، نمایش‌نامه و رمان‌نویس برنده جایزه پولیتزر، تارکینگتن را برای نوشتن جستار همراه نقاشی برگزید. کسانی که اوراق قرضه جنگی را در طول جنگ جهانی دوم خریداری می‌کردند، مجموعه‌ای تمام رنگی از آزادی‌های چهارگانه را دریافت می‌کردند که روی جلدش نقاشی آزادی بیان چاپ شده‌بود.

## جستار
جستار تارکینگتن که در شماره ۲۰ فوریه ۱۹۴۳ ستردی ایونینگ پست به همراه نقاشی آزادی بیان منتشر شد، حکایتی بود از دیدار آدولف هیتلر و بنیتو موسولینی جوان در ۱۹۱۲ و در آلپ. در طول این ملاقات خیالی، هر دو جوان نقشه‌های‌شان برای تحکیم دیکتاتوری در کشورهای خود را از طریق سرکوب آزادی بیان، شرح می‌دهند.

## بررسی انتقادی
این نقاشی برای تمرکزش (روی سوژه) و نیمکتی خالی در جلوی جوان سخنران که به مخاطب تعارف می‌شود، تحسین شده است. پس‌زمینه جامد و تاریک نقاشی که با تخته‌سیاه ایجاد شده به برجسته شدن موضوع یاری رسانده اما در عین حال امضای راکول را محو کرده است. به گفته دبورا سولومون، این نقاشی «سخنران را با بلندشدن یک‌باره‌اش برجسته کرده و آدم‌های اطرافش را واداشته ناگهان به او بنگرند.» سخنران، کارگری آزاد و از نظر جنسی در دسترس را به نمایش می‌گذارد مانند تلنگری نژادی به عادات اجتماعی که در هر صورت احترام کامل مخاطبان را طلب می‌کند. برخی صحت توجه ساکنان یقه‌سفید شهر به گفته‌های هم‌قطار کارگرشان را مورد پرسش قرار داده‌اند. حضور نداشتن شخصیت‌های مؤنث در نقاشی نیز فضای یک کلوب اِلکس را به ذهن القاء می‌کند تا یک نشست عمومی مربوط به شهر را.
خود راکول این اثر و «آزادی پرستش» را موفق‌ترین آثار این مجموعه می‌داند. لورا کلاریج گفته: «این ایدئال آمریکایی که نقاشی به معنای گیرانداختن تابش پیش‌رو به صورتی درخشان است، برای آن‌ها که این اثر را در زمره کارهای بزرگ راکول می‌دانند، محقق می‌شود. اما برای آن‌ها که این اثر را کمتر موفق می‌دانند، میل راکول برای مقید کردن شکل هنری به یک ایدئال، نتیجه تلخی دارد. برای چنین منتقدانی، مردمی که به برق چشمان سخنران می‌نگرند، در وضع پرستش ستاره و کیش شخصیت قرار دارند نه در اتاقی پر از احترام به عقیده مخالف.»
کول این آزادی را موضوعی «فعالانه و عمومی» توصیف می‌کند که راکول «بزرگ‌ترین نقاشی‌اش را برای تبدیل این تصویر سنتی آمریکایی به اثری هنری که قدرتمند و سرسخت است»، اختصاص داده است. او می‌افزاید راکول از «یک ترکیب‌بندی هِرمی کلاسیک» استفاده کرده تا سوژه مرکزی‌اش را بااهمیت نشان دهد؛ سخنران ایستاده‌ای که ظهورش کنار دیگر مخاطبانی که با مشارکت در دموکراسی از آن دفاع می‌کنند، هماهنگ است. کول سوژه راکول را «تجسم آزادی بیان و تصویری زنده از این حق انتزاعی - تصویری که اصول، رنگ و بله، عقیده را به تصویری ماندگار و نمادی آمریکایی، درخشان و دوست‌داشتنی مبدل می‌کند که هنوز قادر است الهام‌بخش میلیون‌ها نفر در سراسر جهان باشد» توصیف می‌کند. او می‌افزاید که استفاده از نشستی محلی در سالن شهر نیوانگلند «سنت طولانی بحث‌های عمومی دموکراتیک» را با اثر می‌آمیزد درحالی‌که هم‌زمان تخته‌سیاه و نیمکت، یادآور مدرسه و کلیسایی هستند که «دو رکن زندگی آمریکایی» به‌حساب می‌آیند.
هیبس گفته است دو نقاشی آزادی بیان و پرستش «برای من اسناد بشری بزرگی هستند در قالب رنگ و بوم. یک تصویر بزرگ، به اعتقاد من، آنی است که میلیون‌ها نفر از مردم را تکان می‌دهد و الهام‌بخش‌شان می‌شود. آزادی‌های چهارگانه این کار را کرده‌اند.» وست‌بروک اشاره کرده که آنچه راکول عرضه می‌کند، «اختلاف نظر فردی» است که «از وجدان شخصی در برابر دولت محافظت می‌کند.» نویسنده‌ای دیگر موضوع این اثر را «مدارا» توصیف کرده است: موضوعی که به گذشته‌ای دور تعلق دارد.

## یادداشت
1. ↑  Jim Edgerton
2. ↑  Bruce Cole
3. ↑  Robert Scholes
4. ↑  Carl Hess
5. ↑  Jim Martin
6. ↑  Gene Pelham
7. ↑  Henry Hess
8. ↑  Harry Brown
9. ↑   Robert Benedict, Sr
10. ↑  Rose Hoyt
11. ↑  Yates
12. ↑  Ben Hibbs
13. ↑  Deborah Solomon
14. ↑  Laura Claridge
15. ↑  Westbrook